# 核データ
核データ（かくデータ）とは原子核に関するさまざまな計測もしくは評価された物理的反応確率のことを示す。これは多くのモデルやシミュレーションの基本的な入力として使うことにより、相互作用の性質を理解するのに使われる。その例としては核融合炉や核分裂炉の理論計算、遮蔽や放射線防護計算、臨界安全、核兵器、原子核物理学研究、放射線療法、放射線診断学、RI内用療法、粒子加速器設計および運用、地質学や環境学、放射性廃棄物廃棄の計算、宇宙旅行で受ける線量の計算などが挙げられる。
原子核物理や、原子核利用にかかわるすべての実験データを集めたものである。それには大量の散乱断面積や反応断面積、核構造、放射性崩壊のパラメータなどの物理量が含まれる。中性子や、陽子、重陽子、アルファ粒子、そして研究室で取り扱える限りの核種のものが含まれる。
高品質の核データが求められる大きな理由は二つある。原子核物理学の理論モデルの開発および、放射線および原子力の利用である。この二つは多くの場合相互にかかわりを持つ。原子力の利用は理論分野の研究の動機となるし、理論は、現象や数量の予測を可能にし、新たにもしくは洗練された技術的概念を導き出すからである。

## 核データ評価
公衆の防護に資するために必要な品質を保証するために、核の実験データは随時核データ組織によって評価され、核データライブラリにまとめられる。これらの組織は、複数回の計測と高品質の計測の決定を経てライブラリを発表する。未計測もしくは非常に複雑なデータの場合、核モデルのパラメータを臨界実験とあうようになるまで調整する。評価の結果は評価済み核データファイル (ENDF) フォーマットでファイルに収録される。そのファイルの大きさを適切に保つために、NJOYのような専用のツールで点ごとのデータに戻せるような、データテーブルと共鳴パラメータの組が含まれた形で記録される。

### 核データ組織
- 国際核データセンターネットワーク (NRDC) は、国際原子力機関の下で核データセンター間の協力を取り持っている。このネットワークは世界的な核反応データの収集、解釈、普及のために設立されている。

- 日本原子力学会シグマ調査専門委員会 (JNDC) が、Japanese Evaluated Nuclear Data Library (JENDL) を取り扱っている。この試みは、日本原子力研究開発機構基礎工学研究センター核データ研究グループで調整されている[4]。

- CSEWG (Cross Section Evaluation Working Group) は、アメリカ合衆国およびカナダの核データ組織である。アメリカ合衆国エネルギー省所管国立研究所（英語版）および、産業界、大学と協同してENDF/Bファイルを作成している[4]。

- Joint Evaluated Fission and Fusion File (JEFF) の組織は経済協力開発機構原子力機関（OECD/NEA）の加盟国からなっている。彼らは汎用のENDFフォーマットで記述されたJEFFファイルを作成している[4]。